# Liste der saudi-arabischen Botschafter in Argentinien
Der Botschafter des Hüters der beiden heiligen Moscheen in Argentinien, residiert in der Alejandro M. de Augado 2881 Buenos Aires.
| Ernennung / Akkreditierung | Name                        | Bemerkungen         | ernannt von              | akkreditiert bei    | Posten verlassen |
| -------------------------- | --------------------------- | ------------------- | ------------------------ | ------------------- | ---------------- |
| 1968                       | Faisal Al-Hegelan           | Residenz in Caracas | Faisal ibn Abd al-Aziz   | Juan Carlos Onganía | 1975             |
| 11. Apr. 1977              | Fuad Ahmad Nazir            | (* 1927)            | Chalid ibn Abd al-Aziz   | Jorge Rafael Videla | 16. Dez. 1998    |
| 20. Sep. 2000              | Adnan Ben Abdullah Baghdadi |                     | Fahd ibn Abd al-Aziz     | Fernando de la Rúa  | Juli 2006        |
| 31. Aug. 2006              | Esam Abd Abid Al Thafagi    |                     | Abdullah ibn Abd al-Aziz | Néstor Kirchner     |                  |